# Concha Espina (stacja metra)
Concha Espina – stacja metra w Madrycie, na linii 9. Znajduje się w dzielnicy Chamartín, w Madrycie i zlokalizowana jest pomiędzy stacjami Colombia i Cruz del Rayo. Została otwarta 3 czerwca 1983.